# Захаріас I
Захаріас I (д/н — бл. 746) — 3-й цар об'єднаної держави Мукурри і Нобатії у 710—722 роках.

## Життєпис
Син царя Меркурія. Замолоду виявив ревність до християнства. Близько 710 року посів трон. Продовжив політику попередника з розбудови церкви та поширення монофізитства. Близько 722 року відійшов від справ, за свідченням Севера ібн аль-Мукаффи «зайняв себе словом Божим і порятунком душі». Замість себе поставив родича Симона. Проте сам захаріас зберігав вплив на державні справи.
Після смерті царя Симона обрав новим царем Авраама. Проте через декілька років, близько 746 року, через конфлікт Авраама з єпископом Кіріаком, повалив цього царя. Новим правителем з волі Захаріаса став Марк. Невдовзі після цього Захаріас помер.